# Электроника МК-44
Электроника МК-44 — советский двенадцатиразрядный микрокалькулятор с питанием от сети. Предназначен для выполнения математических, экономических и бухгалтерских расчётов непрофессиональными счётными работниками. Выполняет четыре арифметические операции, цепочечные вычисления, вычисления с константой, вычисление процентов, вычисление квадратного корня, вычисление обратной величины, изменение знака числа и операции с тремя регистрами памяти.

## Технические характеристики
- Диапазон представляемых чисел:
  - Режим с естественной запятой
    - от ±10^11 до ± (10^12 — 1)

  - Режим с естественной запятой и округлением:
    - от ± 10² до ± (10^10 — 0,01) — 2 разряда после запятой;
    - от 10^4 до (10^8 — 0,0001) — 4 разряда после запятой.
- Среднее время выполнения операций, с, не более:
  - арифметических — 0,35,
  - извлечение квадратного корня — 0,7.
- Питание: 220В ± 10 %, 50 ± 1 Гц;
- Потребляемая мощность, Вт: не более 6;
- Масса, не более, кг.: 1;
- Габариты, мм: 241 х 185 х 77;
- Температура: +5..+40°С;
- Относительная влажность: 80 %;
- Давление: 86..106 кПа.[источник не указан 2730 дней]

## Комплект поставки
- Микрокалькулятор «Электроника МК-44» 11МО.080.194ТУ;
- Руководство по эксплуатации;
- Упаковочная коробка.[источник не указан 2730 дней]

## Интересные факты
Если в разрыв кольца шины данных (контакты 28 и 29) установить последовательный регистр К145ИР2, то количество регистров памяти возрастет до десяти.

## Фотографии
| Электроника МК-44 | Электроника МК-44 |  | Электроника МК-44 с обратной стороны |